# Militär-science fiction

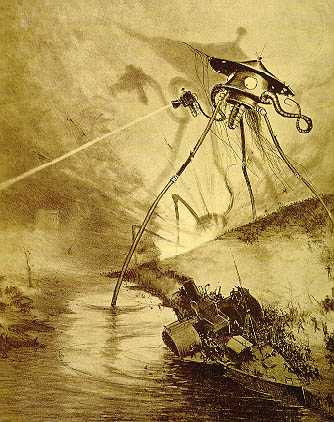
Tripod i H.G. Wells Världarnas krig från 1898, illustration av Alvim Corréa från en fransk utgåva av romanen från 1906.

Militär-science fiction är en delgenre inom science fiction med fokus på krig och militära konflikter samt teknikens utveckling och användning till att bygga vapen. Ett tidigt exempel är George Chesneys framtida krigsskildring "The Battle of Dorking" från 1871. Många inspirationer har också hämtats från rymdoperagenren, där krig mellan olika planeter är vanliga.